# Bajo la bandera del marxismo
Bajo la bandera del marxismo (en ruso: Под знаменем марксизма) fue una revista filosófica y socioeconómica soviética publicada en Moscú de 1922 a 1944. Se publicó mensualmente, excepto entre 1933 y 1935, cuando se publicó bimestralmente.

## Historia
En una carta publicada en el primer número, Trotski escribió: 
Arma la voluntad y no sólo el pensamiento, décimos, porque, en la era de los grandes trastornos mundiales, ahora más que nunca nuestra voluntad no puede quebrarse, sino que debe endurecerse sólo si se basa en la comprensión científica de las condiciones y causas del desarrollo histórico.
Por otro lado, es precisamente en una era tan crítica como la nuestra, especialmente si se prolonga, es decir, si el ritmo de los acontecimientos revolucionarios en Occidente resulta más lento de lo esperado.– cuando los intentos de diversas escuelas filosóficas idealistas y semiidealistas y las sectas probablemente posean la conciencia de los trabajadores jóvenes. Capturados inconscientemente por los acontecimientos –sin una amplia experiencia previa en la lucha de clases práctica–, el pensamiento de los jóvenes trabajadores podría quedar indefenso frente a diversas doctrinas del idealismo, que son esencialmente traducciones de dogmas religiosos al lenguaje de la pseudofilosofía. Todas estas escuelas, a pesar de la diversidad de sus designaciones idealista, kantiana, empiriocrítica y otras, al final coinciden en que la conciencia, el pensamiento y el conocimiento preceden a la materia, y no al revés.
Aleksándr Bogdánov, a quien se refiere con el término "empiriocrítico", vio esto como un ataque a sí mismo y a su ciencia de organización, la tectología.
Permítanme recordarles mi situación durante los últimos tres años. No fui objeto de decenas, sino, creó, de cientos de ataques por parte de personas influyentes e incluso de círculos influyentes: en documentos oficiales, discursos públicos, en periódicos, artículos de revistas y libros enteros. Una vez dije que la revista Bajo la bandera del marxismo se publica medio en mi contra, mientras Sholom Dvolajckij, uno de los empleados más cercanos de esta revista, me corrigió: "No a medias, sino completamente". Mis intentos de responder no fueron publicados; y sería impensable responder a todo.

Después de la muerte de Bogdanov, la UBM publicó los recuerdos de Stefan Krivtsov sobre Bogdanov. 
El primer editor responsable de la revista fue Vagarshak Ter-Vaganyan, quien la dirigió de 1922 a 1923 y más tarde Abram Deborin, quien editó la revista de 1926 a 1931, luego de 1931 a 1944 el editor fue Mark Mitin y el editor final fue Mikhail Iovchuk antes. la revista fue cerrada y reemplazada por Problemas de Filosofía. 
Bonifaty Kedrov (primer editor jefe de Problemas de filosofía) escribió: 
Entre los filósofos soviéticos, durante 1922-1943 hubo una revista llamada Bajo la bandera del marxismo. Nació a principios de 1922 y en su número 3 se publicó un artículo programático de VI Lenin "Sobre la importancia del materialismo militante". Durante 20 años, esta revista publicó en sus páginas muchos buenos artículos militantes; pero durante la guerra de algún modo se desvaneció y a mediados de 1943 su existencia cesó por completo. No estaba cerrado. No, simplemente no tenía fuerzas para salir.
Problemas de Filosofía se creó en julio de 1947 como sucesor de Bajo la bandera del marxismo.

## Artículos

### 1922
Número 1&2 
- 3 Editorial
- 5 1. León Trotski:Carta
- 8 2. Abram Deborin: ¿Colapso de Europa o celebración del imperialismo?
- 28 3. Vagarshak Ter-Vaganyan: Nuestros spenglerianos rusos
- 33 4. Yevgueni Preobrazhenski: Restos de la antigua Rusia
- 36 5. Gueorgui Plejánov: Augustin Thierry y la concepción materialista de la historia, (desde 1895)
- 50 6. Vladimir Vilensky-Sibiryakov: El problema de la producción y la revolución
- 59 7. Vagarshak Ter-Vaganyan: Sobre el libro de Georgii Safarov La revolución colonial: el caso
- 63 8. Avetis Sultan-Zade: Cuestión de industrialización de la India

Tribuna 
- 66 9. Miembro del partido: En cursos de estudios marxistas en la Academia Socialista *68 10. A. Frenkel: Es necesario afilar el arma revolucionaria

Bibliografía 
- 70 11. Arkady Timiryasev: Reseña: Relatividad: la teoría especial y general de Albert Einstein
- 73 12. Vagarshak Ter-Vaganyan: Obras completas de Marx y Engels, vol. III
- 74 13. Vagarshak Ter-Vaganyan: carta de Plejánov a Lavrov
- 76 14. B.Sch.: Gabriel Deville: Socialismo científico
- 77 15. Boris Pinson: Mehring. Materialismo histórico.
- 79 17. Vagarshak Ter-Vaganyan: Antionio Labriola. Materialismo histórico y filosofía
- 80 18. M. Pavlovich (seudónimo de Mikhail Veltman): Andréi Snésarev: Afganistán

### 1931
Ernst Kolman: "Hegel y las matemáticas" (1931)